# Медіна-де-Помар
Медіна-де-Помар (ісп. Medina de Pomar) — муніципалітет в Іспанії, у складі автономної спільноти Кастилія-і-Леон, у провінції Бургос. Населення — 6311 осіб (2010).
Муніципалітет розташований на відстані близько 280 км на північ від Мадрида, 65 км на північ від Бургоса.
На території муніципалітету розташовані такі населені пункти: (дані про населення за 2010 рік)
- Ангосто: 20 осіб
- Боведа-де-ла-Рібера: 20 осіб
- Бустільйо-де-Медіна: 22 особи
- Ла-Серка: 17 осіб
- Кріалес: 45 осіб
- Гобантес: 2 особи
- Медіна-де-Помар: 5630 осіб
- Момедіано: 15 осіб
- Монео: 67 осіб
- Навагос: 25 осіб
- Отео: 50 осіб
- Паресотас: 17 осіб
- Перекс: 18 осіб
- Помар: 18 осіб
- Кінтанамасе: 4 особи
- Рекуенко: 2 особи
- Ла-Ріба: 16 осіб
- Росалес: 14 осіб
- Росіо: 16 осіб
- Салінас-де-Росіо: 18 осіб
- Сантурде: 36 осіб
- Торрес: 44 особи
- Ель-Вадо: 10 осіб
- Вільякомпарада: 83 особи
- Вільямор: 6 осіб
- Вільяран: 8 осіб
- Вільяте: 9 осіб
- Вільятоміль: 30 осіб
- Міньйон: 37 осіб
- Вільямесан: 12 осіб

## Демографія
Динаміка населення (INE ):

## Галерея зображень

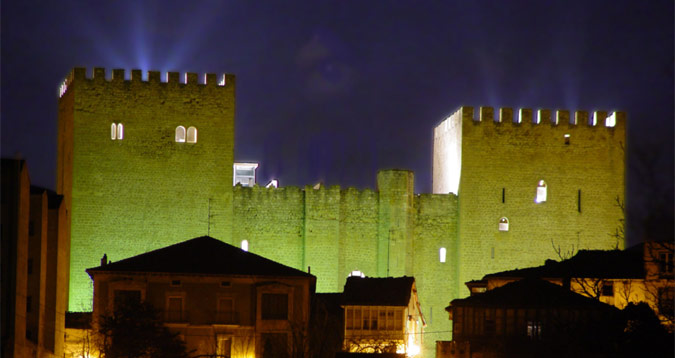
Медіна-де-Помар увечері
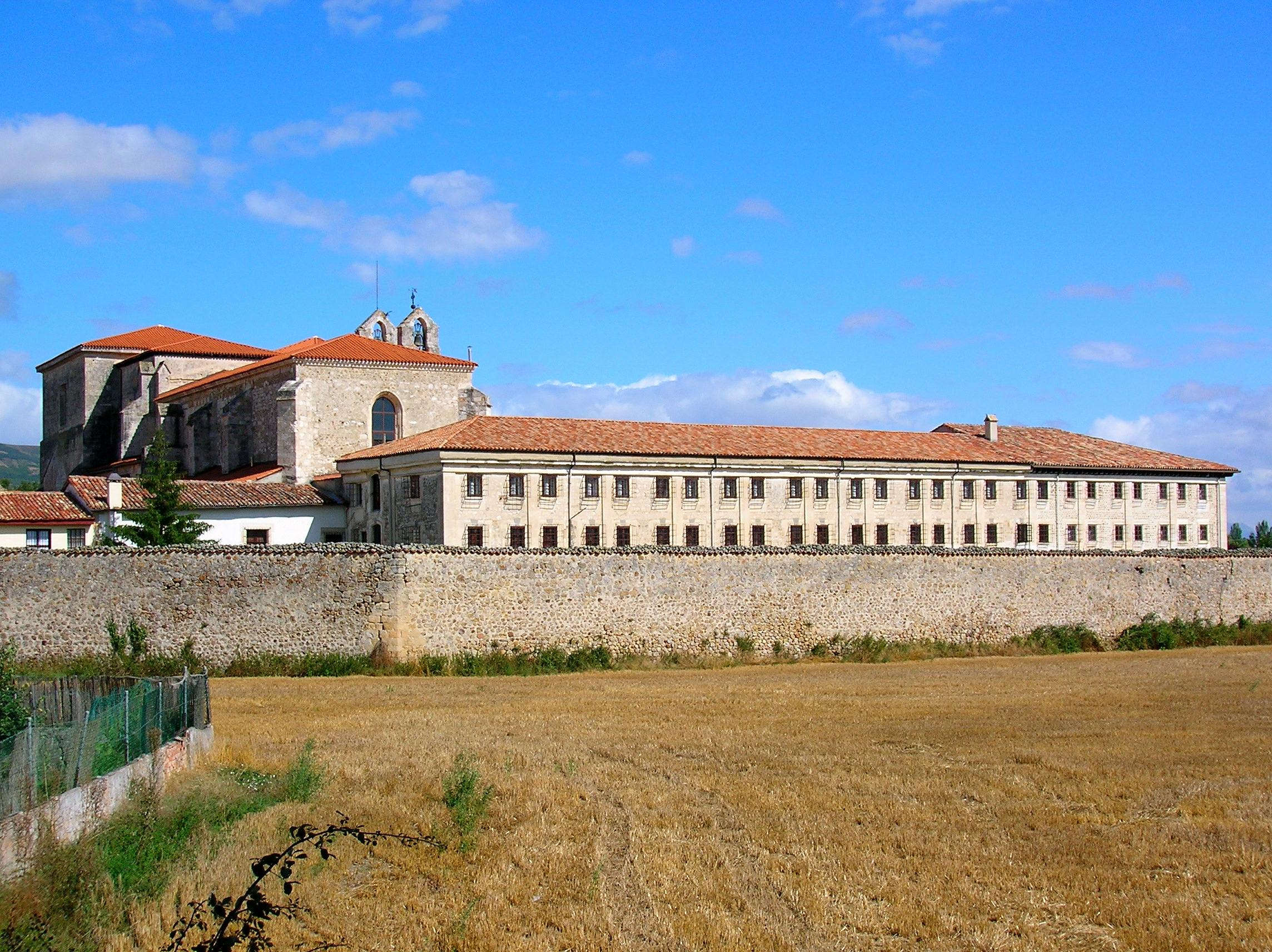
Монастир Санта-Клара
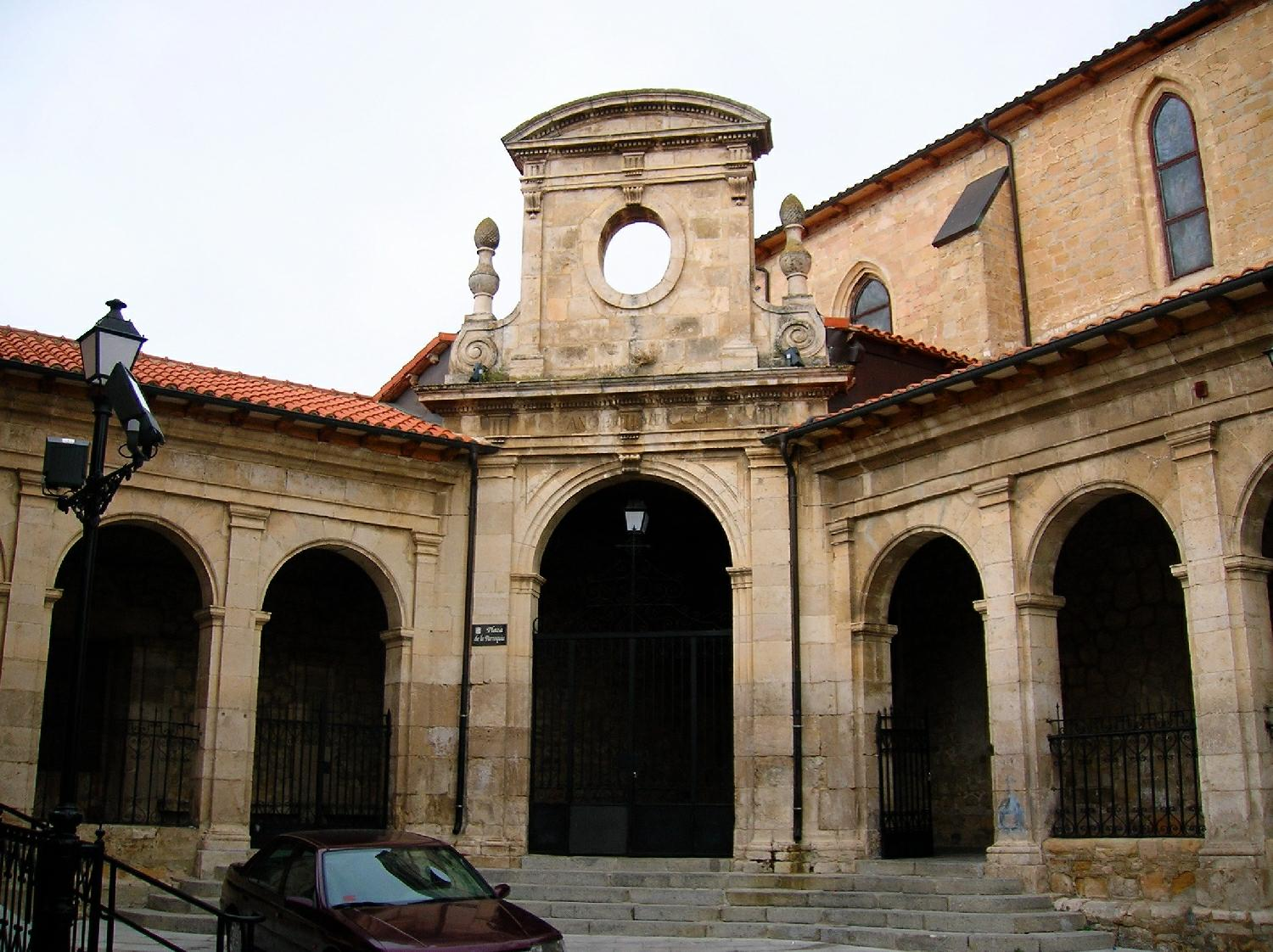
Церква Санта-Крус